# Leptochilus pedunculatus
Leptochilus pedunculatus är en stensöteväxtart som först beskrevs av William Jackson Hooker och Grev., och fick sitt nu gällande namn av Fraser-jenk. Leptochilus pedunculatus ingår i släktet Leptochilus och familjen Polypodiaceae. Inga underarter finns listade.